# Macroglenes clypeatus
Macroglenes clypeatus är en stekelart som först beskrevs av Girault 1925.  Macroglenes clypeatus ingår i släktet Macroglenes och familjen puppglanssteklar. Inga underarter finns listade i Catalogue of Life.